# Bartholomew Roberts
Bartholomew Roberts, mer känd som Black Bart, född som John Roberts 17 maj 1682 i Casnewydd Bach nära Puncheston i Wales, död 10 februari 1722 till sjöss utanför Kap Lopez, Gabon, var en walesisk pirat. 
Bartholomew Roberts var en av historiens mest framgångsrika pirater. Han kallas också för "Black Bart" (Barti Ddu på walesiska), ett smeknamn som myntades efter hans livstid.

## Biografi

### Från handelsskepp till piratskepp

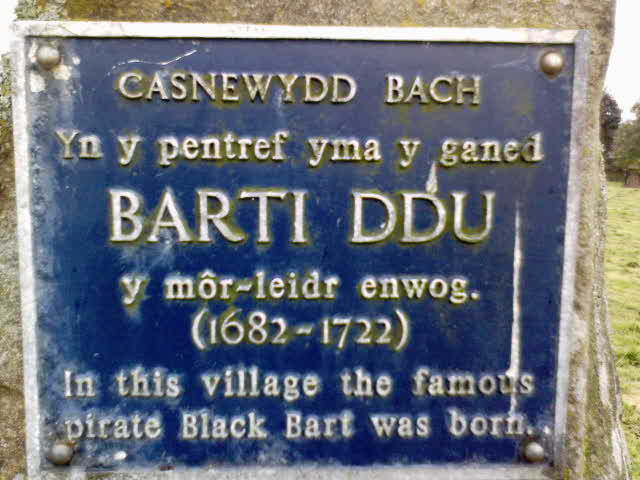
Plakat i hembyn Casnewydd Bach

Black Bart föddes som John Roberts 1682 i byn Casnewydd Bach nära Puncheston i Pembrokeshire, Wales och gick tidigt till sjöss. I många år seglade han med olika handelsfartyg, innan han 1719 hamnade på slavskeppet Princess som styrman. 
Utanför Västafrikas kust blev de kapade av ett fartyg styrt av piratkaptenen Howell Davis. Liksom Roberts var han också walesare. Davis tvingade aldrig någon att gå med i hans besättning, som bara bestod av frivilliga. Han blev därför glad när Roberts gick med på att segla med Davis skepp.

### Roberts blir kapten
Under de följande piraträderna visade sig Roberts vara både smart och bra på att slåss. När Howell Davis dödades i ett bakhåll på den portugisiska kolonin Príncipe utanför Guinea i juni 1719, valdes Roberts till ny kapten. Hans första order var att jämna den portugisiska kolonin med marken för att hämnas Davis. Men piraterna nöjde sig inte med detta. 
Efter att de korsat Atlanten gick de in i Bahiabukten i Brasilien. Där hittade de 42 portugisiska skepp ankrade, och fullastade med guld och varor som skulle segla till Lissabon. Roberts valde att först anfalla det största och starkaste skeppet. Detta var viceamiralens fartyg med 42 kanoner. 
Innan portugiserna hann förstå vad som hänt hade piraterna stormat ombord. Sedan hoppade de från skepp till skepp tills Roberts män hade kommandot på alla fartygen. Det blev en kort och enkel attack, eftersom större delen av de portugisiska besättningarna hade gått iland för att hämta proviant för den långa resan. 
Det fanns två slagskepp som skulle vakta den portugisiska konvojen, men de var längre ut till sjöss då Roberts slog till. När de dök upp i bukten var piraterna redan långt borta.
Kapet vid detta tillslag blev mycket stort. Sjörövarna hade lagt beslag på en förmögenhet i socker, skinn och tobak. Här fanns också 40 000 pund i guldmynt, och många smycken och prydnadsföremål menat för det portugisiska hovet. För sin egen del valde Roberts ut ett diamantbesatt guldkors med en lång kedja, som han virade flera varv runt halsen. Meningen var att kungen av Portugal skulle bära det, men nu prydde det piratkaptenens bröst istället. 

### Roberts färd fortsätter

Roberts första flagga visade honom och döden hållande ett timglas.

Bytet var tillräckligt stort för att Roberts och hans besättning hade kunnat dra sig tillbaka. Men istället utnyttjade han den goda stämning som fanns ombord för att sätta fart på sin karriär som sjörövare. De följande månaderna gjorde Roberts flera lyckade kap, och han började få ett mycket gott rykte i piratkretsar. Hans mest omtalade bravad från den här tiden var i juni 1720, när han med bara 60 man och ett skepp med 10 kanoner anföll 22 stora fartyg. Mötet ägde rum i Trepassey Bay på Newfoundland. 
Piraterna seglade in i bukten spelande på pukor och tutande i basuner. När de 1200 man som fanns ombord på de 22 skeppen fick se Roberts flagga, flydde de flesta i panik.
Piraterna plundrade alla skeppen och sänkte dem sedan. Ett fartyg sparades och användes som lastskepp, eftersom bytet blev så stort.

### En stilig karl med styrka

Roberts nya flagga visade honom stående på två döskallar.

En av de som såg Bartholomew Roberts, Black Bart, på nära håll beskrev honom som en stilig karl. Han var mycket storvuxen och solbränd. Ansiktet var omgärdat av mörkt lockigt hår. För att vara pirat var Roberts mycket välklädd. Han bar en dyr, röd rock med gulbroderier, en lika röd hatt med plym och ett silkesband över axeln där han stoppade sina pistoler. Och så hade han förstås den portugisiske kungens guldkors.
Hans favoritvapen var en officershuggare han lagt beslag på. Annars missade han inte ett tillfälle att visa sina enorma kroppskrafter. Under belägringen av de 22 skeppen hade han greppat en sjöman om halsen, lyft honom från däcket med bara en hand och kastat honom överbord. 
Roberts höll hård disciplin ombord. Han förbjöd sina män att ens röra spriten innan en attack. Själv drack han bara te. Spel och dobbel var inte tillåtet ombord på Roberts skepp. Sådant fick ske iland. Han var mycket religiös och höll alltid bön ombord med sin besättning då det var dags för drabbning. 

### Roberts resor
För att göra av med lite av sina rikedomar begav man sig till Djävulsön utanför Guyana i Sydamerika. Det här var en spansk koloni med hög brottslighet och många skumma barer. Det sägs att kapet från Bahia grävdes ner i en grotta på en av Caymanöarna, men det är troligare att piraterna slösade sina andelar på sprit, spel och kvinnor på Djävulsön. 
I juni 1720 seglade Roberts till Karibien och gjorde flera lyckade kap där. Men området var fullt av brittiska örlogsskepp på jakt efter pirater, så man styrde snart kosan mot Kap Verde-öarna utanför Afrika. Med det blev en mardrömsresa.

### Mardrömsresan
När man korsat Atlanten tvingade vindarna Roberts långt ur kurs. Det tog flera veckor innan man nådde land. Ransonerna ombord var inte beräknade för en sådan händelse, och till slut tog vattnet och maten slut. Några av piraterna försökte dricka havsvatten eller till och med sin egen urin för att överleva. Många dog i feber och andra sjukdomar. 
Men Roberts rubbades inte i sin tro på Gud. Han var övertygad om att de snart skulle nå land, och till slut fick han rätt. De hade inte hamnat i Afrika, utan i Surinam i Sydamerika. Faktiskt inte långt från Djävulsön. Nu blev Roberts tvungen att strunta i de brittiska örlogsskeppen, och fortsätta plundra skepp i Karibien. Och det lyckades han bra med. 

### Roberts kapar igen

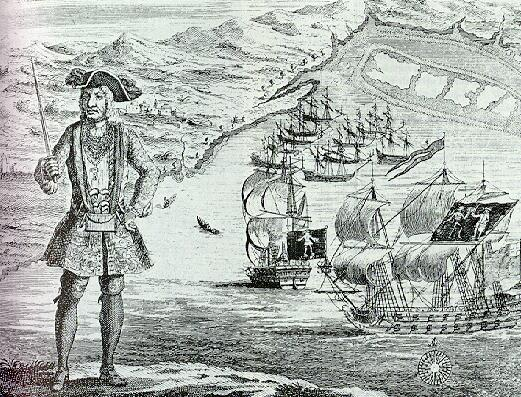
Black Bart Roberts i Ouidah i södra Benin.

På bara fyra dagar i slutet av oktober 1720 hann Roberts med att kapa 15 engelska och franska fartyg, plus ett holländskt krigsskepp med 42 kanoner. Roberts specialitet hade blivit att anfalla skepp som redan låg för ankar i hamnar. På detta sätt fick han stora byten utan att behöva anstränga sig för mycket. Till slut hade Karibien inte så mycket att erbjuda längre, och Roberts seglade mot Sierra Leone i Afrika, där han sålde av delar av bytet. Piraternas plundringståg fortsatte sedan upp och ner för kusten vid Guinea. 
Hans bästa kap under den här tiden måste ha varit då han på en och samma dag tog elva franska, engelska och portugisiska handelsskepp som gisslan. Han släppte dem i utbyte mot 50 kilo guldpulver. Till de som betalade ut lösesumman skrev han ett kvitto, undertecknat med "vi Ödets Gentlemän". 
Ja, vad var Roberts mannar egentligen för några figurer? Black Bart själv förbjöd sin besättning att behandla fångar illa. Men ingen kapten har total kontroll över sina män, och en gång brändes ett fartyg med folk ombord, helt mot Roberts order. 

### Slutet för en omtyckt kapten och hans besättning

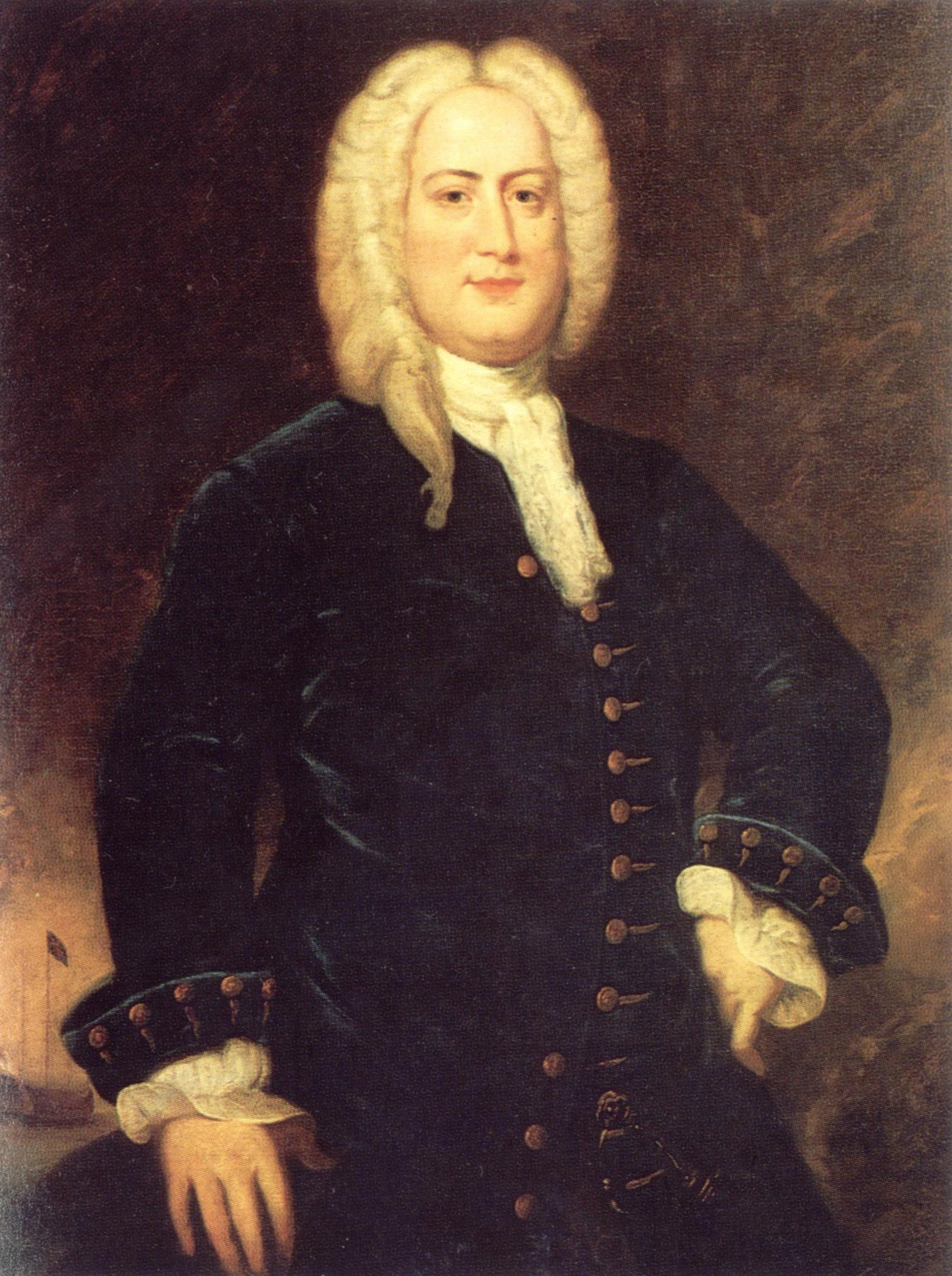
Chaloner Ogle, skeppsadmiral vid Royal Navy.

Black Bart Roberts verkade oövervinnerlig. Men alla faller till slut. Den engelska regeringen hade skickat ut kapten Chaloner Ogle att förfölja Roberts med slagskeppet HMS Swallow. I februari 1722 fick Ogle syn på piratflottan i en vik vid Parrot Island, utanför Guinea-kusten.
Först trodde sjörövarna att Swallow var ett portugisiskt handelsskepp och skickade ett av sina fartyg, Great Ranger, för att ta en närmare titt. Swallow öppnade eld och sänkte Ranger. Fem dagar senare återvände Swallow för att ge sig på Royal Fortune, Roberts eget skepp. Roberts satt och drack te när han siktade Swallow. 
Ogle hade hissat en fransk handelsflagga för att inte väcka misstänksamhet. Men en av piraterna hade tidigare varit sjöman på Swallow och avslöjade bluffen för Roberts. Större delen av besättningen var bakfull efter en fest kvällen innan. Därför tänkte Roberts först fly undan. Men sedan ändrade han sig och seglade rakt mot Swallow. 
Han hoppade upp på relingen för att bättre kunna styra eldgivningen mot det engelska skeppet. Swallow gav Fortune en bredsida med sina kanoner, och piraterna svarade på samma sätt. När röken lagt sig upptäckte Roberts män att deras kapten låg orörlig på däcket. Han hade fått halsen uppsliten vid en explosion och dött på fläcken. 
Besättningen på Fortune gav upp. Men först hävde de Roberts kropp överbord, precis som han bett dem göra om han skulle stupa. Han ville inte att myndigheterna skulle få tag på hans lik. Roberts män grät vid förlusten av sin kapten. De ställdes alla inför rätta i Kapstaden där 54 av de 165 piraterna dömdes till döden. 17 av dem skeppades i väg till England för att sitta i fängelse, men bara fyra överlevde resan. 20 dömdes till straffarbete i sju år, men alla hann dö innan de avtjänat sitt straff. Detta var den största piraträttegång som någonsin hållits. 
Under två veckor i april 1722 hängdes de dödsdömda. Liken efter de 18 mest kända piraterna tjärades in och hängdes upp i galgburar av järn på en kulle över Kapstaden. Så slutade en av de mest framgångsrika piratkarriärerna. När Roberts dödades 1722 hade han kapat över 400 skepp, mer än någon annan i historien.